# Willie Trice
Willie Trice fue un cantante y guitarrista de blues, nacido en 1910 y fallecido en 1976.
Tocó junto a Blind Boy Fuller y desarrolló una carrera muy activa hasta mucho después de la II Guerra Mundial, grabando para el sello Savoy, con el sobrenombre de Little Boy Fuller.
El productor y musicólogo Peter Lowry lo recuperó ya en la década de 1970 y le grabó un magnífico álbum en el Estilo Piedmont (Blue and ragged), para el sello Trix.